# Puchar Świata juniorów w łyżwiarstwie szybkim 2015/2016
Puchar Świata Juniorów w łyżwiarstwie szybkim 2015/2016 był ósmą edycją tej imprezy. Cykl rozpoczął się w holenderskim Groningen 14 listopada 2015 roku, a zakończył się 6 marca 2016 roku w chińskim Changchun.
Puchar Świata został rozegrany w 4 miastach, w 4 krajach, na 2 kontynentach.

## Medaliści zawodów

### Kobiety
| Lp.    | Data                 | Miejscowość     | Konkurencja              | 1. miejsce                                                    | 2. miejsce                                                                   | 3. miejsce                                                                |
| ------ | -------------------- | --------------- | ------------------------ | ------------------------------------------------------------- | ---------------------------------------------------------------------------- | ------------------------------------------------------------------------- |
| 1. PŚJ | 14-15 listopada 2015 | Groningen       | 1000 m (14.11)           | Rio Yamada                                                    | Shi Xiaoxuan                                                                 | Han Mei                                                                   |
| 1. PŚJ | 14-15 listopada 2015 | Groningen       | 3000 m (14.11)           | Han Mei                                                       | Ayano Satō                                                                   | Esther Kiel                                                               |
| 1. PŚJ | 14-15 listopada 2015 | Groningen       | Sprint drużynowy (14.11) | Chiny                                                         | Polska                                                                       | Holandia                                                                  |
| 1. PŚJ | 14-15 listopada 2015 | Groningen       | 500 m (15.11)            | Lin Xue                                                       | Daria Kaczanowa                                                              | Shi Xiaoxuan                                                              |
| 1. PŚJ | 14-15 listopada 2015 | Groningen       | 1500 m (15.11)           | Ayano Satō                                                    | Han Mei                                                                      | Esther Kiel                                                               |
| 1. PŚJ | 14-15 listopada 2015 | Groningen       | Start masowy (15.11)     | Ayano Satō                                                    | Esther Kiel                                                                  | Han Mei                                                                   |
| 2. PŚJ | 28-29 listopada 2015 | Berlin          | 1000 m (28.11)           | Daria Kaczanowa                                               | Li Huawei                                                                    | Kim Min-Seon                                                              |
| 2. PŚJ | 28-29 listopada 2015 | Berlin          | 3000 m (28.11)           | Ayano Satō                                                    | Park Ji-woo                                                                  | Han Mei                                                                   |
| 2. PŚJ | 28-29 listopada 2015 | Berlin          | Sprint drużynowy (28.11) | Japonia Miku Asano · Miki Fujimori · Ayano Satō · Moe Kumagai | Włochy Chiara Cristelli · Gloria Malfatti · Deborah Grisenti · Noemi Bonazza | Holandia Naomi Weeland · Danouk Bannink · Esther Kiel · Marit Steunenberg |
| 2. PŚJ | 28-29 listopada 2015 | Berlin          | 500 m (29.11)            | Daria Kaczanowa                                               | Li Huawei                                                                    | Kim Min-Seon                                                              |
| 2. PŚJ | 28-29 listopada 2015 | Berlin          | 1500 m (29.11)           | Han Mei                                                       | Park Ji-woo                                                                  | Ayano Satō                                                                |
| 2. PŚJ | 28-29 listopada 2015 | Berlin          | Start masowy (29.11)     | Ayano Satō                                                    | Park Ji-woo                                                                  | Esther Kiel                                                               |
| 3. PŚJ | 16-17 stycznia 2016  | Baselga di Pinè | 500 m (16.01)            | Daria Kaczanowa                                               | Dione Voskamp                                                                | Kim Min-jo                                                                |
| 3. PŚJ | 16-17 stycznia 2016  | Baselga di Pinè | 1500 m (16.01)           | Park Ji-woo                                                   | Karolina Bosiek                                                              | Loes Adegeest                                                             |
| 3. PŚJ | 16-17 stycznia 2016  | Baselga di Pinè | Bieg drużynowy (16.01)   | Korea Południowa Park Ji-woo · Park Cho-won · Jang Soo-jee    | Holandia Loes Adegeest · Femke Markus · Isabelle van Elst                    | Włochy Noemi Bonazza · Gloria Malfatti · Deborah Grisenti                 |
| 3. PŚJ | 16-17 stycznia 2016  | Baselga di Pinè | 1000 m (17.01)           | Daria Kaczanowa                                               | Kaja Ziomek                                                                  | Karolina Bosiek                                                           |
| 3. PŚJ | 16-17 stycznia 2016  | Baselga di Pinè | 3000 m (17.01)           | Park Ji-woo                                                   | Natálie Kerschbaummayr                                                       | Femke Markus                                                              |
| 3. PŚJ | 16-17 stycznia 2016  | Baselga di Pinè | Start masowy (17.01)     | Park Cho-won                                                  | Gloria Malfatti                                                              | Isabelle van Elst                                                         |
| 4. PŚJ | 5-6 marca 2016       | Changchun       | 500 m (5.03)             | Shi Xiaoxuan                                                  | Kim Min-jo                                                                   | Lin Xue                                                                   |
| 4. PŚJ | 5-6 marca 2016       | Changchun       | 1500 m (5.03)            | Han Mei                                                       | Park Ji-woo                                                                  | Ayano Satō                                                                |
| 4. PŚJ | 5-6 marca 2016       | Changchun       | Bieg drużynowy (5.03)    | Holandia Loes Adegeest · Esther Kiel · Femke Markus           | Korea Południowa Park Cho-won · Park Ji-woo · Um Chae-lin                    | Japonia Moe Kitahara · Ayano Satō · Rio Yamada                            |
| 4. PŚJ | 5-6 marca 2016       | Changchun       | 1000 m (6.03)            | Rio Yamada                                                    | Han Mei                                                                      | Minami Miyajima                                                           |
| 4. PŚJ | 5-6 marca 2016       | Changchun       | 3000 m (6.03)            | Park Ji-woo                                                   | Ayano Satō                                                                   | Esther Kiel                                                               |
| 4. PŚJ | 5-6 marca 2016       | Changchun       | Start masowy (6.03)      | Ayano Satō                                                    | Esther Kiel                                                                  | Park Cho-won                                                              |

#### Klasyfikacje
| Lp. | Zawodniczka      | Punkty |
| --- | ---------------- | ------ |
| 1.  | Daria Kaczanowa  | 282    |
| 2.  | Shi Xiaoxuan     | 220    |
| 3.  | Lin Xue          | 205    |
| 4.  | Kim Min-jo       | 190    |
| 5.  | Kaja Ziomek      | 178    |
| 6.  | Dione Voskamp    | 147    |
| 7.  | Li Huawei        | 140    |
| 8.  | Miku Asano       | 135    |
| 9.  | Sun Nan          | 134    |
| 10. | Naomi Weeland    | 114    |
| ... |                  |        |
| 16. | Andżelika Wójcik | 81     |
| 24. | Karolina Bosiek  | 40     |
| 44. | Karolina Gąsecka | 3      |

| Lp. | Zawodniczka      | Punkty |
| --- | ---------------- | ------ |
| 1.  | Rio Yamada       | 250    |
| 2.  | Han Mei          | 250    |
| 3.  | Daria Kaczanowa  | 237    |
| 4.  | Kaja Ziomek      | 170    |
| 5.  | Lin Xue          | 150    |
| 6.  | Li Huawei        | 130    |
| 7.  | Dione Voskamp    | 127    |
| 8.  | Minami Miyajima  | 119    |
| 9.  | Shi Xiaoxuan     | 116    |
| 10. | Deborah Grisenti | 109    |
| ... |                  |        |
| 16. | Karolina Bosiek  | 81     |
| 24. | Andżelika Wójcik | 47     |
| 39. | Karolina Gąsecka | 6      |

| Lp. | Zawodniczka            | Punkty |
| --- | ---------------------- | ------ |
| 1.  | Han Mei                | 330    |
| 2.  | Park Ji-woo            | 300    |
| 3.  | Ayano Satō             | 275    |
| 4.  | Esther Kiel            | 161    |
| 5.  | Karolina Bosiek        | 158    |
| 6.  | Loes Adegeest          | 137    |
| 7.  | Chiara Cristelli       | 135    |
| 8.  | Noemi Bonazza          | 128    |
| 9.  | Gloria Malfatti        | 128    |
| 10. | Natálie Kerschbaummayr | 115    |
| ... |                        |        |
| 19. | Andżelika Wójcik       | 46     |
| 33. | Karolina Gąsecka       | 14     |

| Lp. | Zawodniczka            | Punkty |
| --- | ---------------------- | ------ |
| 1.  | Park Ji-woo            | 330    |
| 2.  | Ayano Satō             | 300    |
| 3.  | Han Mei                | 260    |
| 4.  | Esther Kiel            | 235    |
| 5.  | Viola Feichtner        | 194    |
| 6.  | Natálie Kerschbaummayr | 161    |
| 7.  | Femke Markus           | 137    |
| 8.  | Karolina Bosiek        | 136    |
| 9.  | Inga Anne Vasåsen      | 124    |
| 10. | Park Cho-won           | 119    |
| ... |                        |        |
| 26. | Karolina Gąsecka       | 35     |
| 30. | Natalia Jabrzyk        | 18     |

| Lp. | Państwo          | Punkty |
| --- | ---------------- | ------ |
| 1.  | Holandia         | 370    |
| 2.  | Włochy           | 285    |
| 3.  | Polska           | 267    |
| 4.  | Japonia          | 250    |
| 5.  | Korea Południowa | 220    |
| 6.  | Chiny            | 190    |
| 7.  | Niemcy           | 135    |
| 8.  | Rosja            | 100    |
| 9.  | Białoruś         | 75     |
| 10. | Rumunia          | 70     |

| Lp. | Zawodniczka         | Punkty |
| --- | ------------------- | ------ |
| 1.  | Ayano Satō          | 350    |
| 2.  | Esther Kiel         | 270    |
| 3.  | Gloria Malfatti     | 230    |
| 4.  | Noemi Bonazza       | 209    |
| 5.  | Park Cho-won        | 205    |
| 6.  | Han Mei             | 160    |
| 7.  | Jewgenija Worobiewa | 131    |
| 8.  | Park Ji-woo         | 126    |
| 9.  | Viola Feichtner     | 126    |
| 10. | Lydia Reinländer    | 88     |
| ... |                     |        |
| 31. | Natalia Jabrzyk     | 24     |
| 35. | Andżelika Wójcik    | 12     |
| 40. | Karolina Bosiek     | 5      |

### Mężczyźni
| Lp.    | Data                 | Miejscowość     | Konkurencja              | 1. miejsce                                                                    | 2. miejsce                                                                       | 3. miejsce                                                  |
| ------ | -------------------- | --------------- | ------------------------ | ----------------------------------------------------------------------------- | -------------------------------------------------------------------------------- | ----------------------------------------------------------- |
| 1. PŚJ | 14-15 listopada 2015 | Groningen       | 1000 m (14.11)           | Michaił Kazelin                                                               | Marten Liiv                                                                      | Wiktor Musjtakow                                            |
| 1. PŚJ | 14-15 listopada 2015 | Groningen       | 3000 m (14.11)           | Marcel Bosker                                                                 | Jegor Junin                                                                      | Allan Dahl Johansson                                        |
| 1. PŚJ | 14-15 listopada 2015 | Groningen       | Sprint drużynowy (14.11) | Rosja                                                                         | Holandia                                                                         | Japonia                                                     |
| 1. PŚJ | 14-15 listopada 2015 | Groningen       | 500 m (15.11)            | Wiktor Musjtakow                                                              | Michaił Kazelin                                                                  | Chen Jiahong                                                |
| 1. PŚJ | 14-15 listopada 2015 | Groningen       | 1500 m (15.11)           | Marcel Bosker                                                                 | Wiktor Musjtakow                                                                 | Stanisław Pałkin                                            |
| 1. PŚJ | 14-15 listopada 2015 | Groningen       | Start masowy (15.11)     | Marcel Bosker                                                                 | Allan Dahl Johansson                                                             | Mathias Hauer                                               |
| 2. PŚJ | 28-29 listopada 2015 | Berlin          | 1000 m (28.11)           | Wiktor Musjtakow                                                              | Michaił Kazelin                                                                  | Stanisław Pałkin                                            |
| 2. PŚJ | 28-29 listopada 2015 | Berlin          | 3000 m (28.11)           | Marcel Bosker                                                                 | Kim Min-seok                                                                     | Allan Dahl Johansson                                        |
| 2. PŚJ | 28-29 listopada 2015 | Berlin          | Sprint drużynowy (28.11) | Rosja Artem Zołotariew · Wiktor Musjtakow · Michaił Kazelin · Aleksandr Tkacz | Japonia Kazuki Sakakibara · Tatsuya Shinhama · Masaya Yamada · Masayuki Ishikawa | Holandia Mark Nomden · Niek Deelstra · Joep Baks · Tom Kant |
| 2. PŚJ | 28-29 listopada 2015 | Berlin          | 500 m (29.11)            | Tatsuya Shinhama                                                              | Wiktor Musjtakow                                                                 | Michaił Kazelin                                             |
| 2. PŚJ | 28-29 listopada 2015 | Berlin          | 1500 m (29.11)           | Wiktor Musjtakow                                                              | Kim Min-seok                                                                     | Marten Liiv                                                 |
| 2. PŚJ | 28-29 listopada 2015 | Berlin          | Start masowy (29.11)     | Kim Min-seok                                                                  | Marcel Bosker                                                                    | Kota Kikuchi                                                |
| 3. PŚJ | 16-17 stycznia 2016  | Baselga di Pinè | 500 m (16.01)            | Marten Liiv                                                                   | Artem Zołotariew                                                                 | Francesco Tescari                                           |
| 3. PŚJ | 16-17 stycznia 2016  | Baselga di Pinè | 1500 m (16.01)           | Park Ki-woong                                                                 | Marcel Bosker                                                                    | Wiktor Musjtakow                                            |
| 3. PŚJ | 16-17 stycznia 2016  | Baselga di Pinè | Bieg drużynowy (16.01)   | Korea Południowa Park Ki-woong · Oh Hyun-min · Lee Hae-yeong                  | Białoruś Jewgienij Bołgow · Aliaksiej Kirpicznik · Ignat Gołowaciuk              | Rosja Jegor Junin · Wiktor Musjtakow · Aleksandr Tkacz      |
| 3. PŚJ | 16-17 stycznia 2016  | Baselga di Pinè | 1000 m (17.01)           | Francesco Tescari                                                             | Stanisław Pałkin                                                                 | Ignat Gołowaciuk                                            |
| 3. PŚJ | 16-17 stycznia 2016  | Baselga di Pinè | 3000 m (17.01)           | Marcel Bosker                                                                 | Park Ki-woong                                                                    | Allan Dahl Johansson                                        |
| 3. PŚJ | 16-17 stycznia 2016  | Baselga di Pinè | Start masowy (17.01)     | Marcel Bosker                                                                 | Lee Hae-yeong                                                                    | Ignat Gołowaciuk                                            |
| 4. PŚJ | 5-6 marca 2016       | Changchun       | 500 m (5.03)             | Michaił Kazelin                                                               | Ignat Gołowaciuk                                                                 | Yang Tao                                                    |
| 4. PŚJ | 5-6 marca 2016       | Changchun       | 1500 m (5.03)            | Kim Min-seok                                                                  | Marcel Bosker                                                                    | Masayuki Ishikawa                                           |
| 4. PŚJ | 5-6 marca 2016       | Changchun       | Bieg drużynowy (5.03)    | Korea Południowa Kim Min-seok · Oh Hyun-min · Park Ki-woong                   | Holandia Marcel Bosker · Chris Huizinga · Marwin Talsma                          | Japonia Riki Hayashi · Riku Tsuchiya · Aoi Yokoyama         |
| 4. PŚJ | 5-6 marca 2016       | Changchun       | 1000 m (6.03)            | Marten Liiv                                                                   | Michaił Kazelin                                                                  | Wiktor Musjtakow                                            |
| 4. PŚJ | 5-6 marca 2016       | Changchun       | 3000 m (6.03)            | Kim Min-seok                                                                  | Chris Huizinga                                                                   | Oh Hyun-min                                                 |
| 4. PŚJ | 5-6 marca 2016       | Changchun       | Start masowy (6.03)      | Kim Min-seok                                                                  | Park Ki-woong                                                                    | Aoi Yokoyama                                                |

#### Klasyfikacje
| Lp. | Zawodnik             | Punkty |
| --- | -------------------- | ------ |
| 1.  | Wiktor Musjtakow     | 330    |
| 2.  | Michaił Kazelin      | 300    |
| 3.  | Marten Liiv          | 220    |
| 4.  | Ignat Gołowaciuk     | 184    |
| 5.  | Tatsuya Shinhama     | 184    |
| 6.  | Stanisław Pałkin     | 166    |
| 7.  | Henrik Fagerli Rukke | 159    |
| 8.  | Chen Jiahong         | 137    |
| 9.  | Yang Tao             | 133    |
| 10. | Francesco Tescari    | 127    |
| ... |                      |        |
| 21. | Gaweł Oficjalski     | 33     |
| 22. | Damian Żurek         | 30     |
| 52. | Kamil Wszołek        | 0      |
| 57. | Marcel Drwięga       | 0      |
| 66. | Mateusz Owczarek     | 0      |
| 68. | Jan Świątek          | 0      |

| Lp. | Zawodnik          | Punkty |
| --- | ----------------- | ------ |
| 1.  | Wiktor Musjtakow  | 335    |
| 2.  | Marten Liiv       | 306    |
| 3.  | Michaił Kazelin   | 300    |
| 4.  | Joep Baks         | 218    |
| 5.  | Stanisław Pałkin  | 200    |
| 6.  | Francesco Tescari | 187    |
| 7.  | Ignat Gołowaciuk  | 162    |
| 8.  | Niek Deelstra     | 101    |
| 9.  | Masaya Yamada     | 100    |
| 10. | Tatsuya Shinhama  | 97     |
| ... |                   |        |
| 28. | Gaweł Oficjalski  | 22     |
| 30. | Dawid Burzykowski | 18     |
| 39. | Damian Żurek      | 5      |
| 43. | Mateusz Owczarek  | 3      |
| 55. | Marcel Drwięga    | 0      |
| 57. | Jan Świątek       | 0      |
| 72. | Kamil Wszołek     | 0      |

| Lp. | Zawodnik             | Punkty |
| --- | -------------------- | ------ |
| 1.  | Marcel Bosker        | 360    |
| 2.  | Wiktor Musjtakow     | 286    |
| 3.  | Kim Min-seok         | 230    |
| 4.  | Marten Liiv          | 209    |
| 5.  | Park Ki-woong        | 190    |
| 6.  | Jegor Junin          | 148    |
| 7.  | Marius Bratli        | 118    |
| 8.  | Allan Dahl Johansson | 108    |
| 9.  | Riki Hayashi         | 107    |
| 10. | Masayuki Ishikawa    | 105    |
| ... |                      |        |
| 14. | Mateusz Owczarek     | 70     |
| 34. | Dawid Burzykowski    | 20     |
| 44. | Artur Janicki        | 5      |
| 47. | Gaweł Oficjalski     | 3      |
| 49. | Jan Świątek          | 2      |
| 82. | Marcel Drwięga       | 0      |

| Lp. | Zawodnik             | Punkty |
| --- | -------------------- | ------ |
| 1.  | Marcel Bosker        | 390    |
| 2.  | Allan Dahl Johansson | 258    |
| 3.  | Kim Min-seok         | 230    |
| 4.  | Jegor Junin          | 164    |
| 5.  | Oh Hyun-min          | 145    |
| 6.  | Marwin Talsma        | 135    |
| 7.  | Park Ki-woong        | 134    |
| 8.  | Riki Hayashi         | 130    |
| 9.  | Chris Huizinga       | 120    |
| 10. | Dmitrij Morozow      | 120    |
| ... |                      |        |
| 25. | Mateusz Owczarek     | 40     |
| 40. | Szymon Palka         | 5      |
| 41. | Dawid Burzykowski    | 4      |
| 42. | Jan Świątek          | 3      |
| 47. | Gaweł Oficjalski     | 1      |
| 50. | Artur Janicki        | 0      |
| 53. | Adrian Wójcik        | 0      |

| Lp. | Państwo          | Punkty |
| --- | ---------------- | ------ |
| 1.  | Holandia         | 330    |
| 2.  | Rosja            | 270    |
| 3.  | Japonia          | 255    |
| 4.  | Białoruś         | 255    |
| 5.  | Korea Południowa | 250    |
| 6.  | Niemcy           | 222    |
| 7.  | Polska           | 105    |
| 8.  | Chiny            | 90     |
| 9.  | Norwegia         | 90     |
| 10. | Estonia          | 85     |

| Lp. | Zawodnik             | Punkty |
| --- | -------------------- | ------ |
| 1.  | Marcel Bosker        | 328    |
| 2.  | Allan Dahl Johansson | 260    |
| 3.  | Kim Min-seok         | 250    |
| 4.  | Mathias Hauer        | 127    |
| 5.  | Jewgienij Bołgow     | 127    |
| 6.  | Park Ki-woong        | 120    |
| 7.  | Kota Kikuchi         | 120    |
| 8.  | Oliver Lindenskov    | 120    |
| 9.  | Jeffrey Rosanelli    | 118    |
| 10. | Aoi Yokoyama         | 105    |
| ... |                      |        |
| 28. | Gaweł Oficjalski     | 32     |
| 39. | Jan Świątek          | 18     |
| 55. | Mateusz Owczarek     | 0      |